# Museo Revello de Toro
El Museo Revello de Toro, situado en la casa-taller de Pedro de Mena, es una pinacoteca de la ciudad de Málaga, España. Está situado en calle Císter, en el centro histórico de la ciudad, en la que fue la vivienda de Pedro de Mena durante su estancia en Málaga. Como su nombre indica, el museo está dedicado al pintor malagueño Félix Revello de Toro. 
Inaugurado el 27 de noviembre de 2010, el museo contiene una colección de 132 obras del artista, de las que se exponen 117 al mismo tiempo. Las obras se organizan de acuerdo a criterios temáticos y técnicos. Así, se agrupan las obras de carácter íntimo con bodegones y retratos familiares por un lado, y por otro, las pinturas femeninas por las que es conocido sobre todo el artista. Otra sala contiene bocetos y dibujos. El museo cuenta asimismo con una sala de exposiciones temporales, donde se expone una colección de carteles.

## Galería

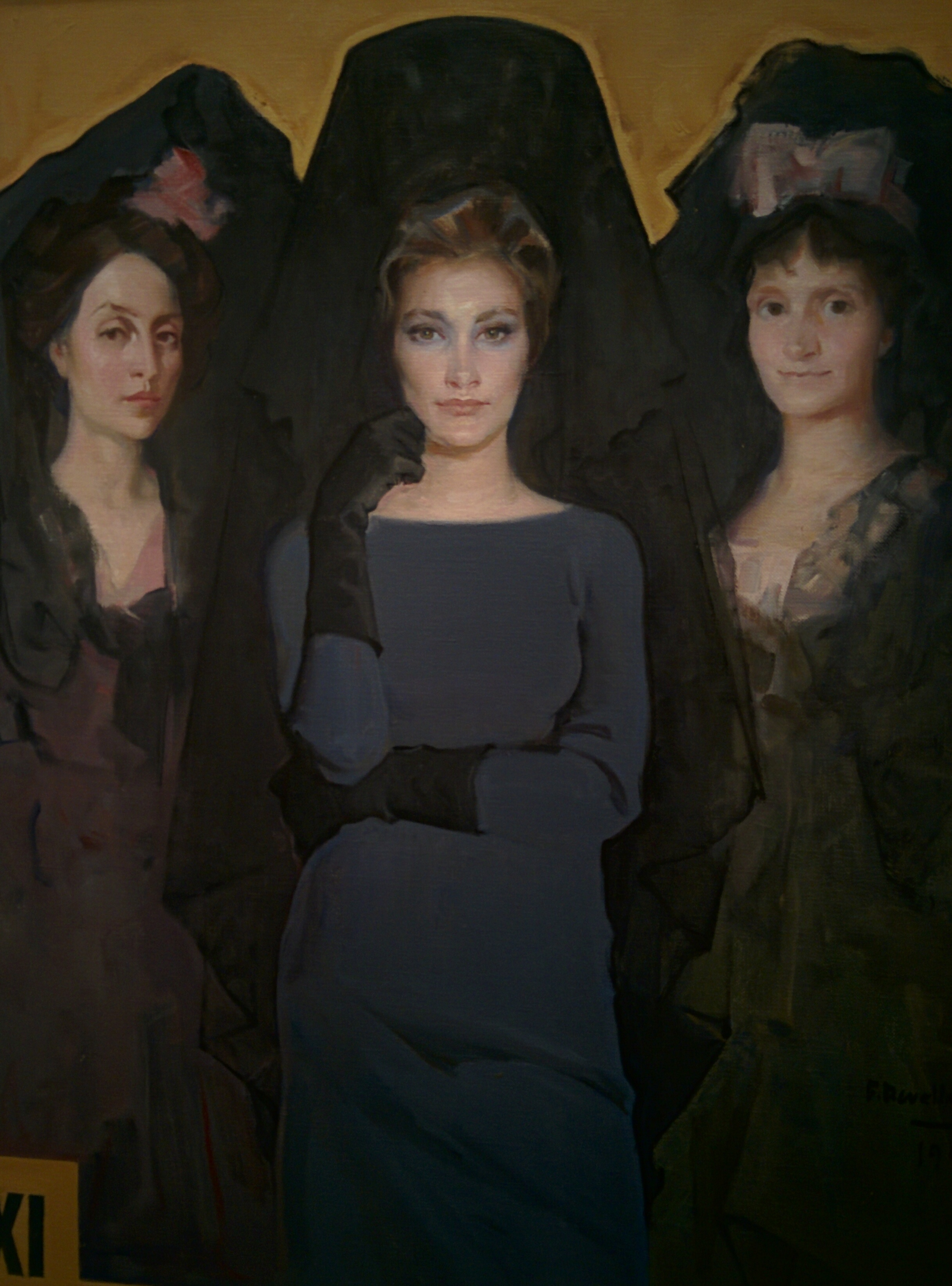
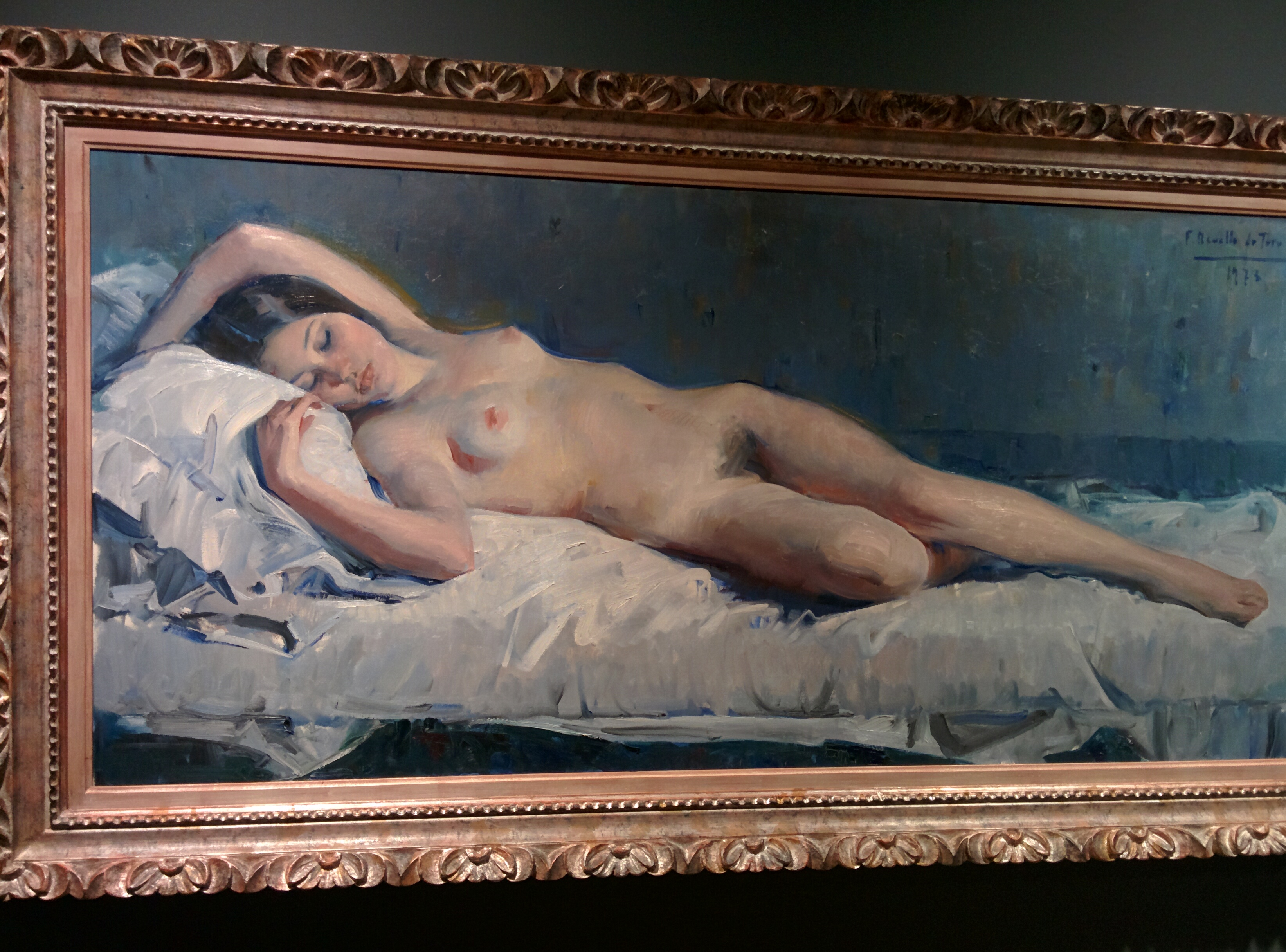
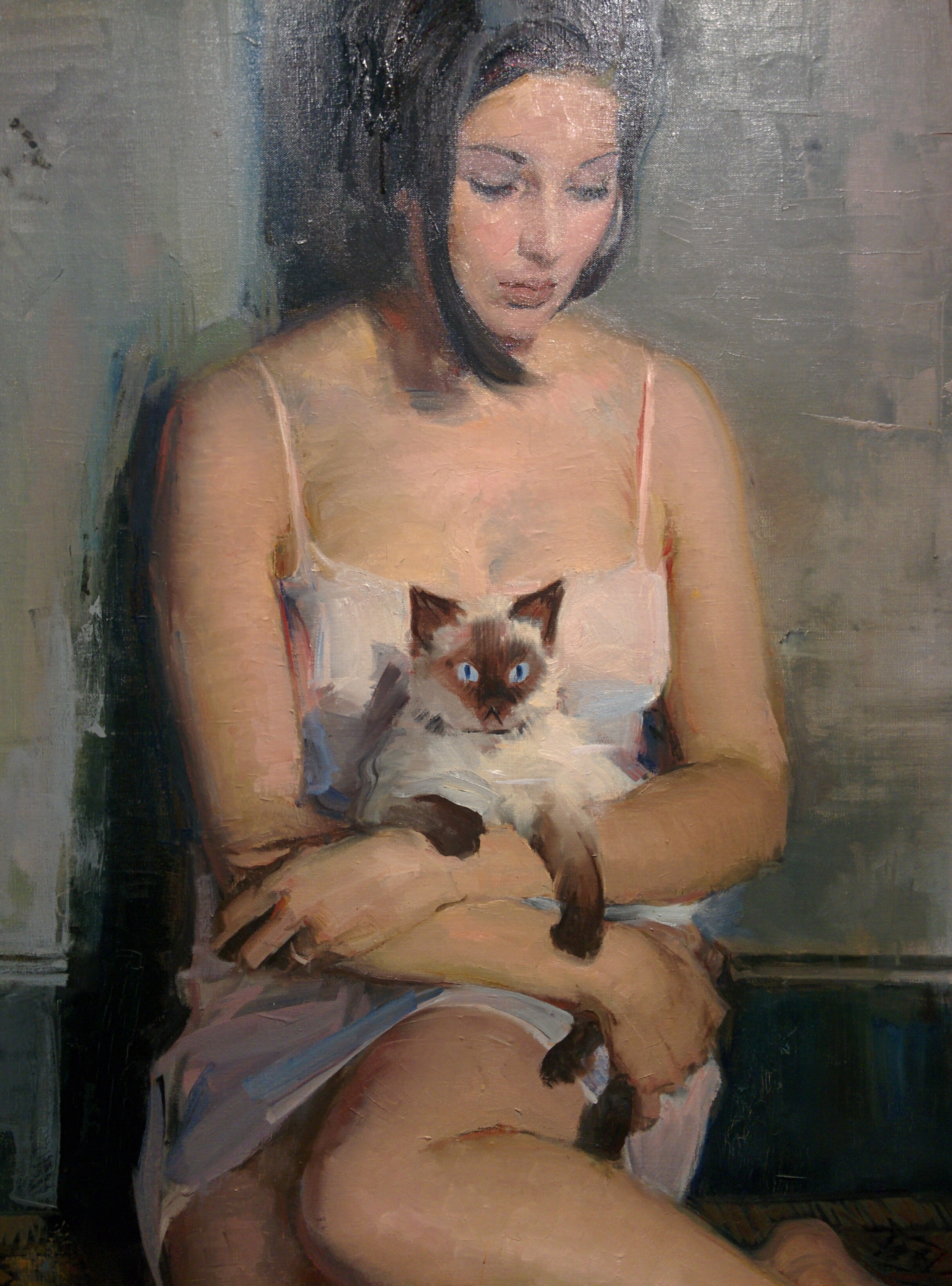
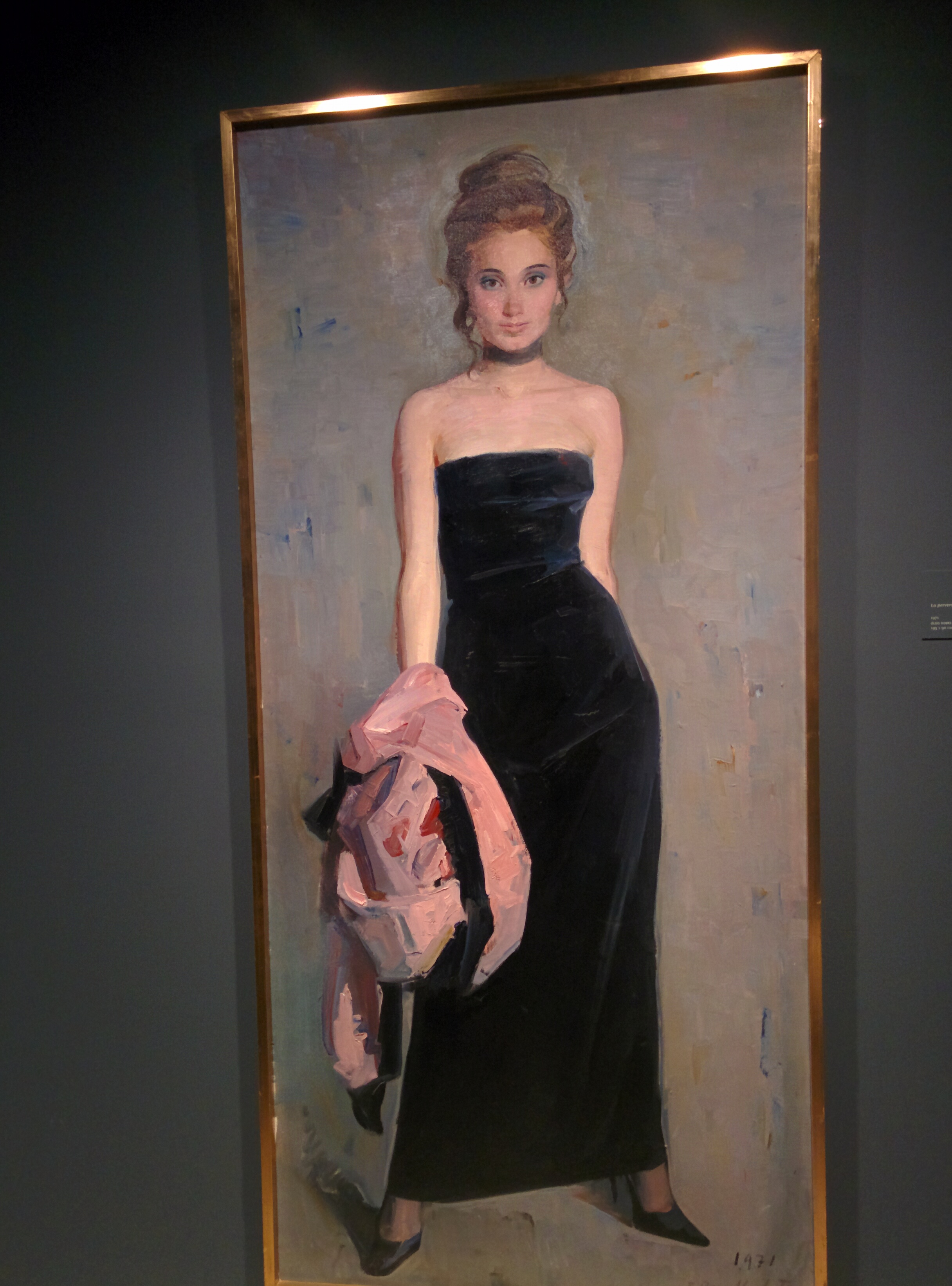
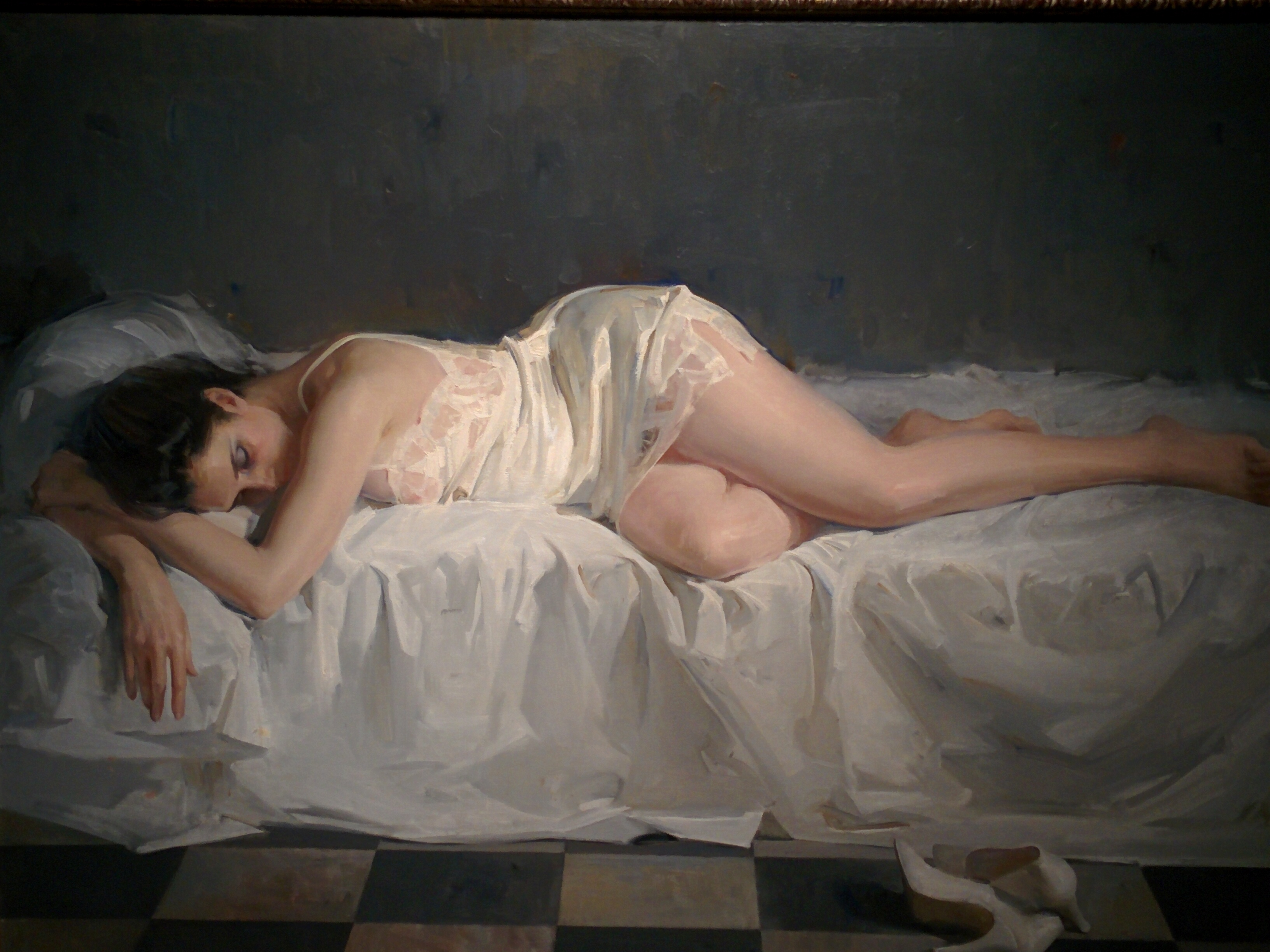
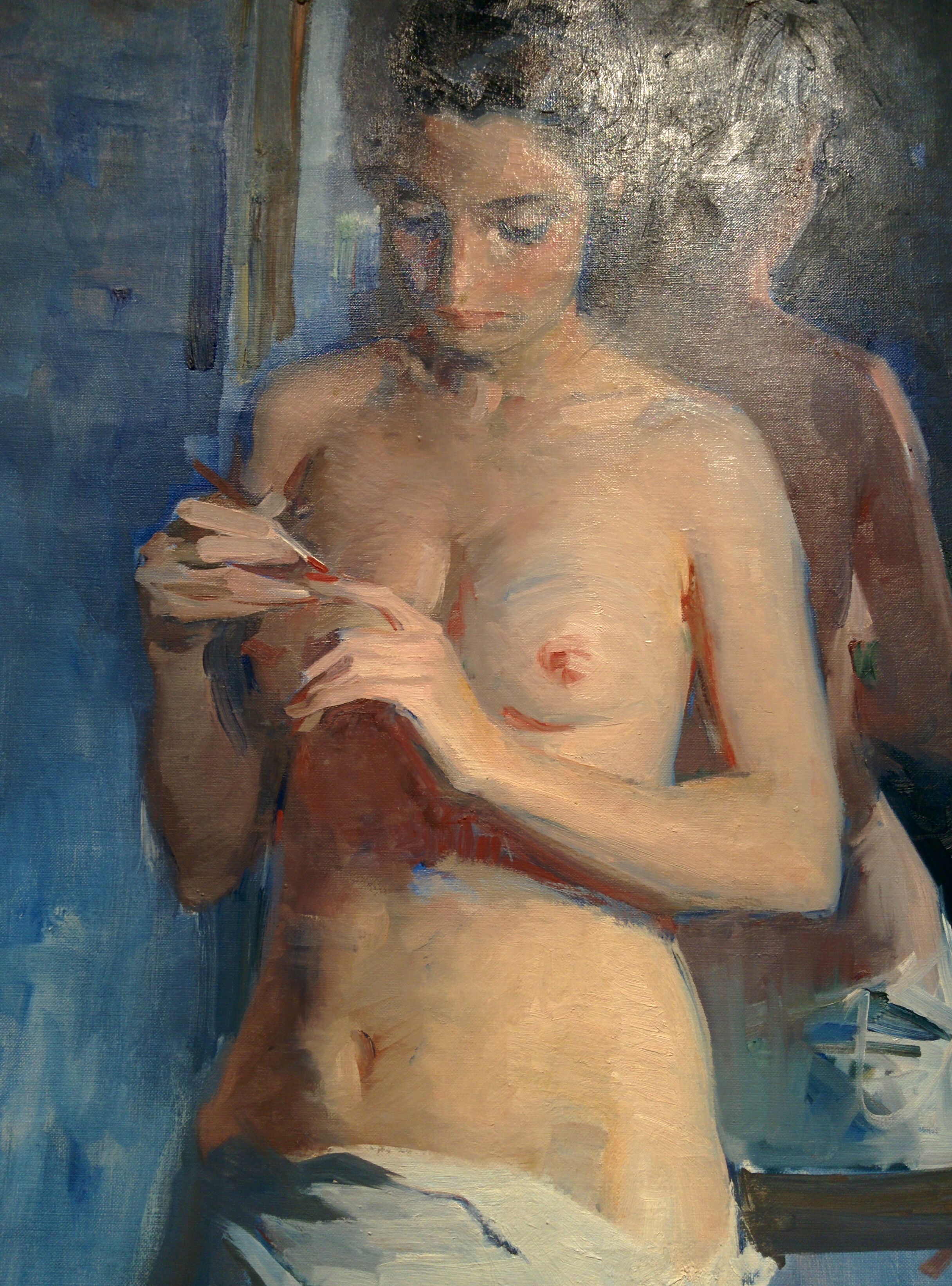
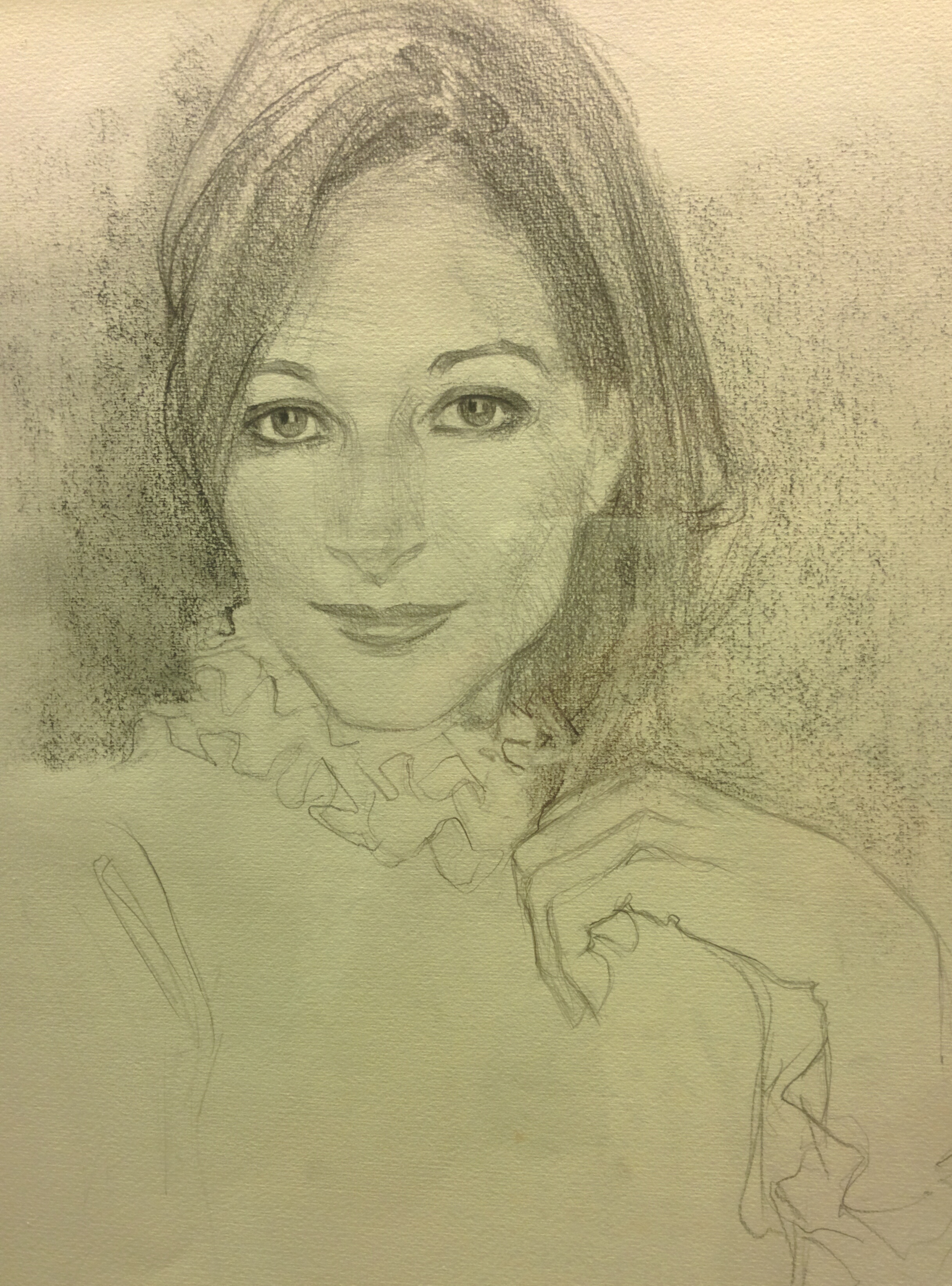
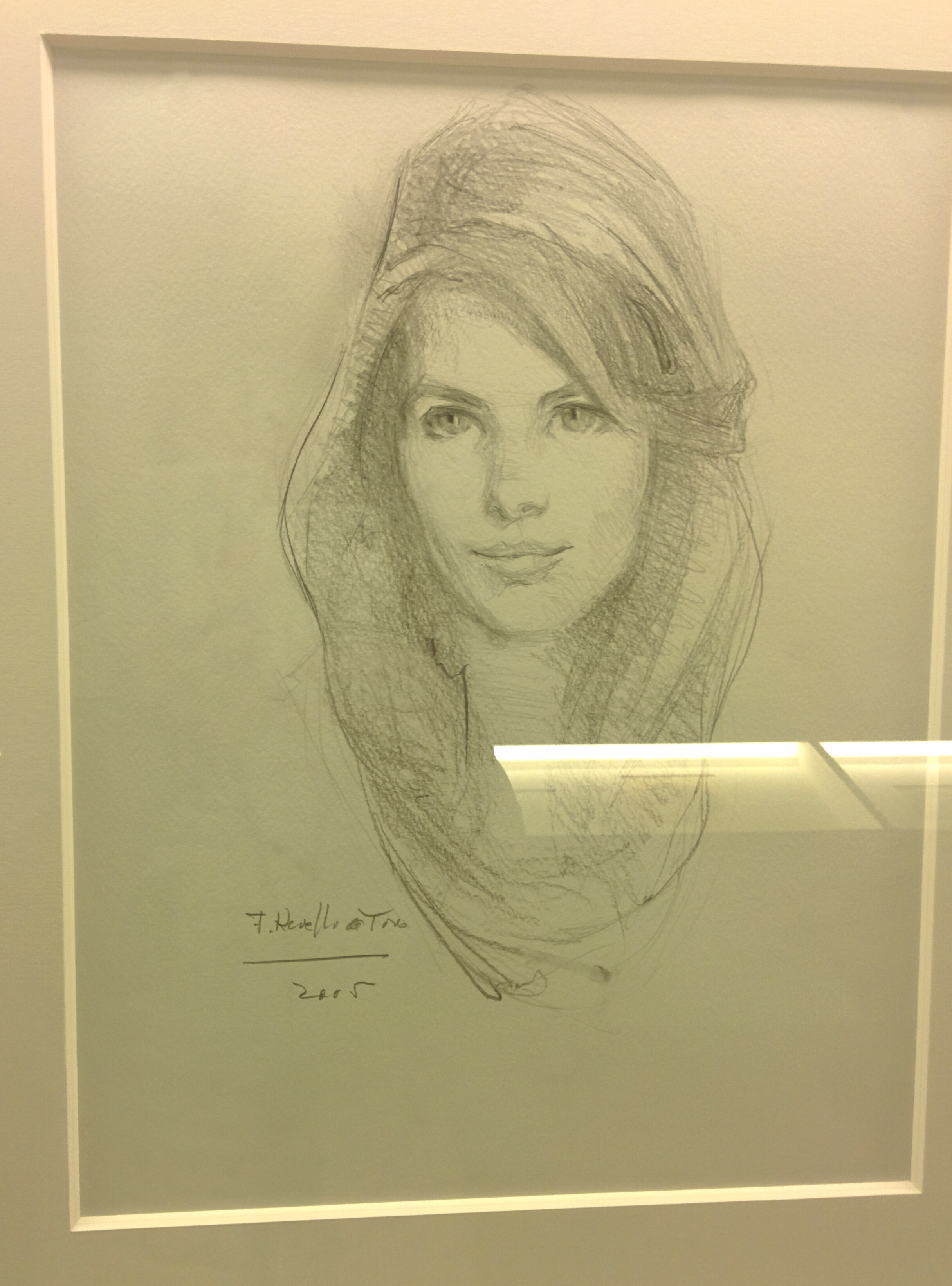
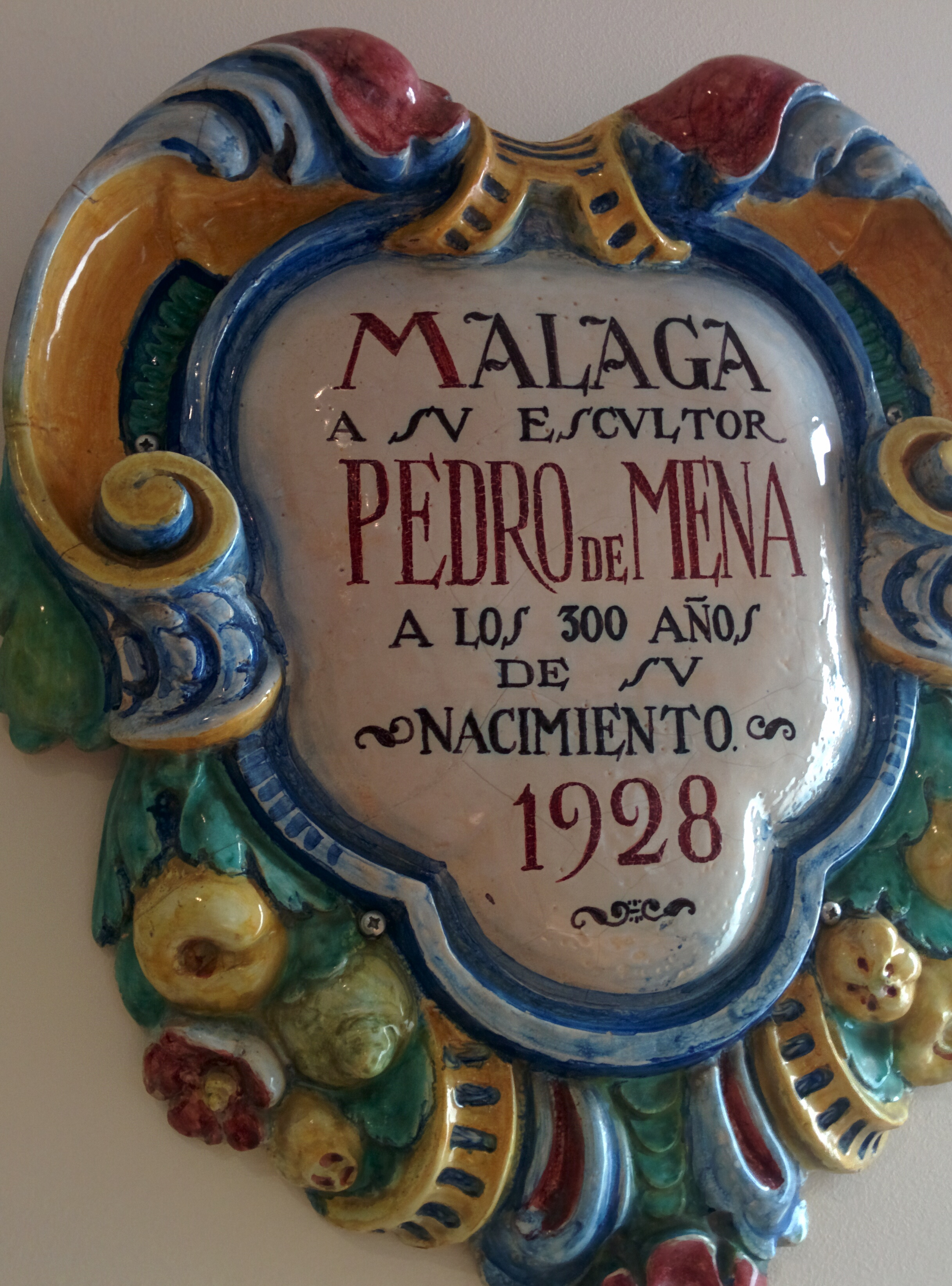
Conmemoración a los 500 años del nacimiento de Pedro de Mena, que habitó la casa.